# بری (بلژیک)
شهر بری (به فرانسوی: Bree) در شهرستان مزک در استان لمبورگ در منطقه فلاندری در کشور بلژیک واقع شده‌است.